# Quercus frainetto
Quercus frainetto là một loài thực vật có hoa trong họ Cử. Loài này được Ten. miêu tả khoa học đầu tiên năm 1813.

## Hình ảnh

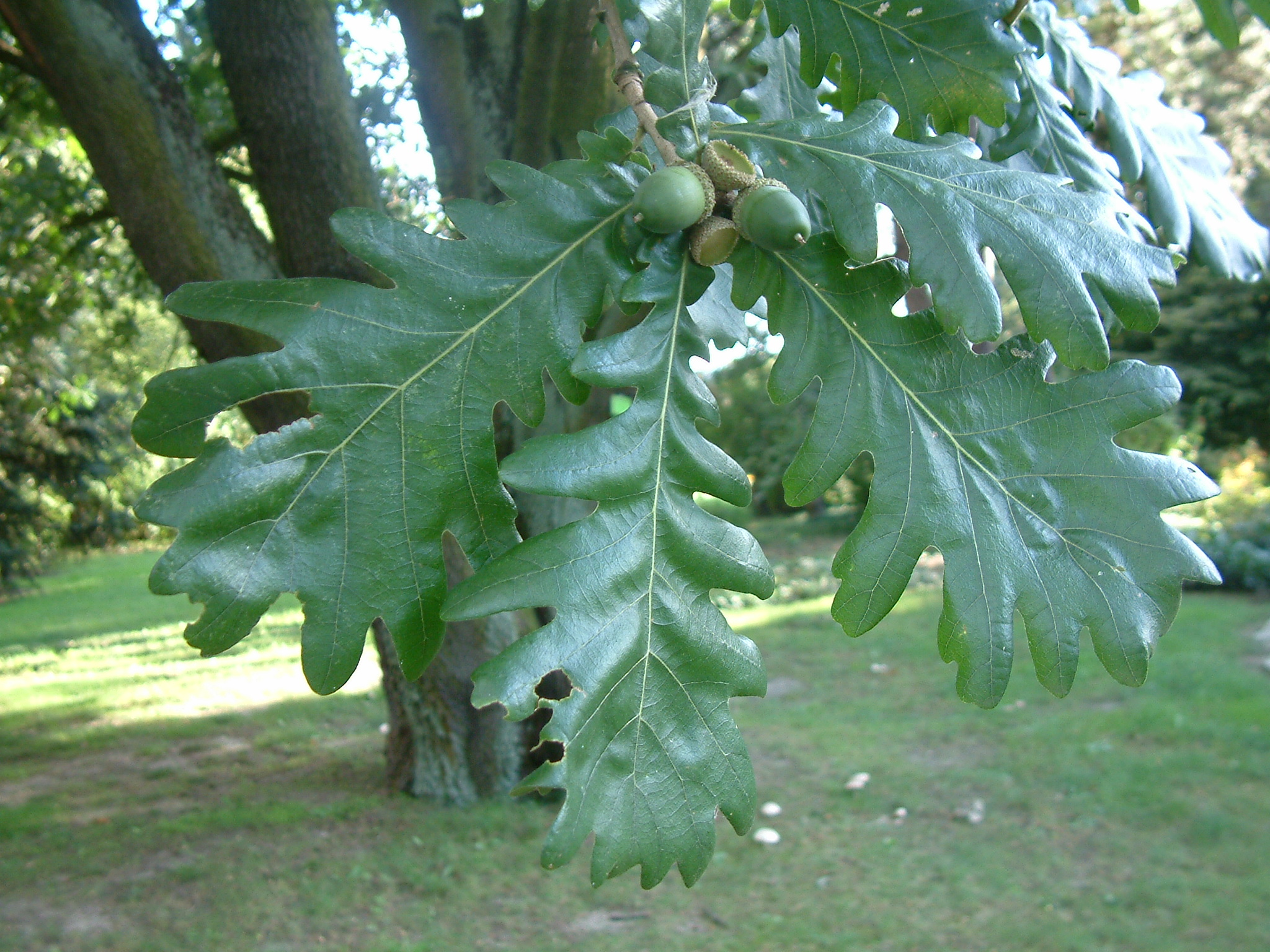
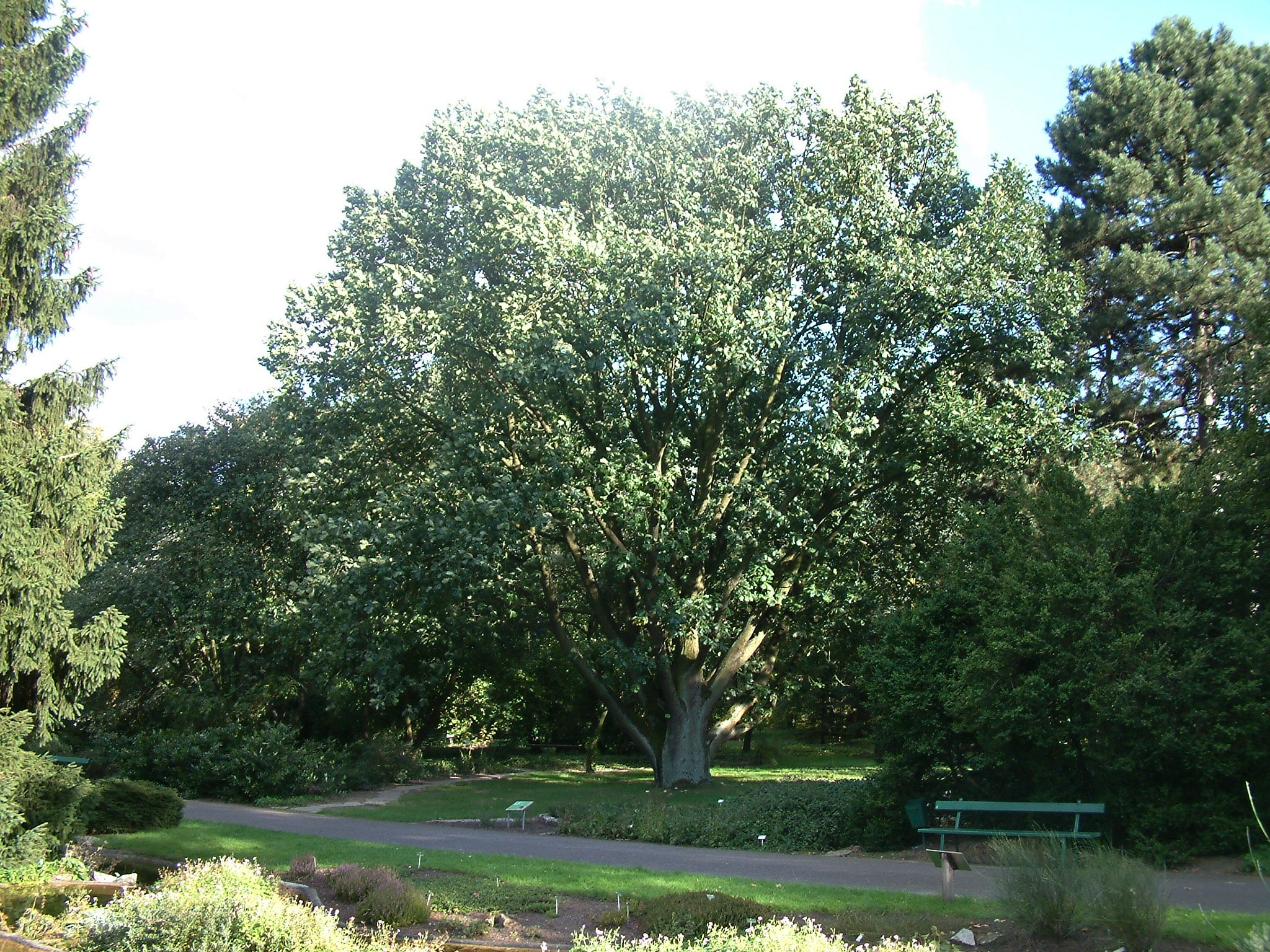
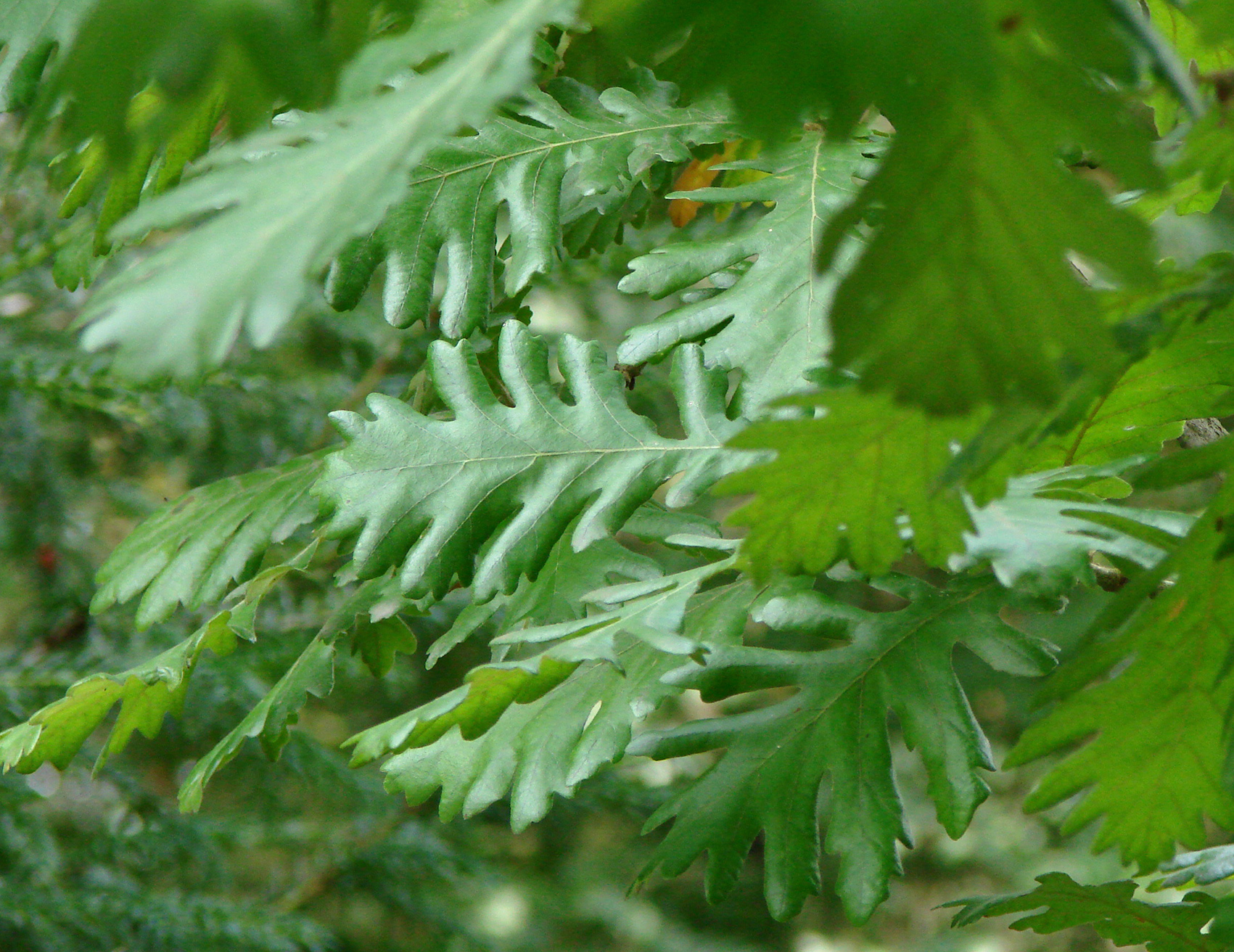